# Thecla romulus
Thecla romulus är en fjärilsart som beskrevs av Fabricius 1793. Thecla romulus ingår i släktet Thecla och familjen juvelvingar. Inga underarter finns listade i Catalogue of Life.